# Myopias bidens
Myopias bidens är en myrart som först beskrevs av Carlo Emery 1900.  Myopias bidens ingår i släktet Myopias och familjen myror.

## Underarter
Arten delas in i följande underarter:
- M. b. bidens
- M. b. polita